# 咖啡代用品

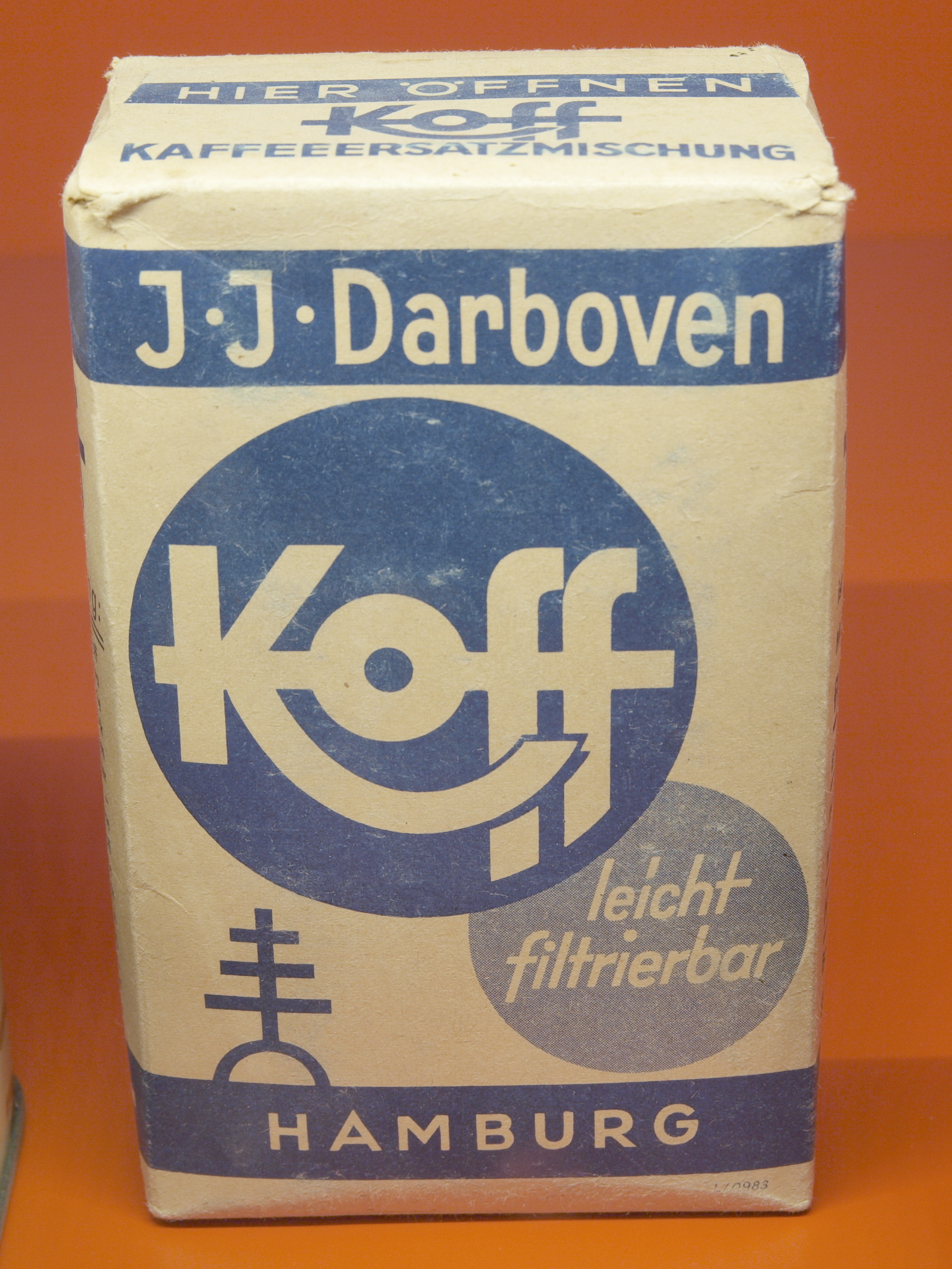
一包咖啡代用品Koff

咖啡代用品是指非咖啡，但因為外觀、口味類似咖啡，因此用來代替咖啡的產品，多半也不含咖啡因。咖啡代用品的使用可能是因為醫藥上、經濟上或是信仰上的原因，也有可能只是因為無法取得咖啡，烤穀物飲料常常作為咖啡代用品。
第二次世界大戰時，有用橡子來代替咖啡，菊苣的根部或是穀物经烘焙及磨碎后也可以作咖啡代用品，另外蒲公英的根部也是代用咖啡的一種。
有時會用咖啡代用品來製作給小孩的食品，或是給其他需避免咖啡因的人的食物，有些人認為咖啡代用品比咖啡要健康。也有人是因為信仰上的理由而食用咖啡代用品，例如摩爾門教徒不喝咖啡，但是有些熱飲可以喝，因此也有摩爾門教徒用咖啡代用品來取代咖啡。